# NGC 3729
NGC 3729 ist eine Balken-Spiralgalaxie vom Hubble-Typ SBa/P im Sternbild Großer Bär am Nordsternhimmel. Sie ist schätzungsweise 50 Millionen Lichtjahre von der Milchstraße entfernt und hat einen Durchmesser von etwa 45.000 Lichtjahre.

Im selben Himmelsareal befindet sich u. a. die Galaxie NGC 3718.
Das Objekt wurde am 12. April 1789 von Wilhelm Herschel entdeckt.